# Pod powierzchnią (serial telewizyjny)
Pod powierzchnią – polski serial obyczajowo-kryminalny w reżyserii Borysa Lankosza i Bartosza Konopki udostępniany na platformie VOD Player oraz emitowany na antenie TVN od 22 października 2018 do 3 grudnia 2019. Akcja serialu działa się w Płocku.

## Fabuła
Małżeństwo z Płocka – Bartek (Bartłomiej Topa) i Marta (Magdalena Boczarska) są pozornie kochającą się i szczęśliwą parą. Skrywają jednak przed światem pewną mroczną tajemnicę. Maciek Kostrzewa (Łukasz Simlat) i jego zbuntowana córka Ola (Maria Kowalska) próbują na nowo stworzyć rodzinę. Pewnego dnia, tuż przed rozpoczęciem roku szkolnego, ścieżki tych bohaterów krzyżują się w jednej ze szkół. Ich spotkanie ostatecznie doprowadzi do zbrodni, a losy całej czwórki splotą się nierozerwalnie.

## Obsada
| Aktor                 | Rola                          | Status    |
| --------------------- | ----------------------------- | --------- |
| Magdalena Boczarska   | Marta Gajewska                | 2018–2019 |
| Bartłomiej Topa       | Bartosz Gajewski              | 2018–2019 |
| Łukasz Simlat         | Maciej Kostrzewa              | 2018–2019 |
| Maria Kowalska        | Ola Kostrzewa                 | 2018–2019 |
| Ilona Ostrowska       | Justyna Kostrzewa             | 2018–2019 |
| Stanisław Linowski    | Jan Cichy                     | 2018–2019 |
| Weronika Warchoł      | Miłka Żak                     | 2018–2019 |
| Małgorzata Hajewska   | komisarz Maria Byszewska      | 2018–2019 |
| Roch Rudnik           | Maksymilian Gajewski          | 2018–2019 |
| Michalina Łabacz      | Iga Stępień                   | 2018–2019 |
| Ewa Konstancja Bułhak | Zofia Cicha, mama Janka       | 2018–2019 |
| Mateusz Banasiuk      | Radosław Szot                 | 2019      |
| Dorota Kolak          | Teresa Gajewska, matka Bartka | 2019      |
| Katarzyna Kwiatkowska | Zofia Król                    | 2019      |
| Jacek Poniedziałek    | mecenas Kot                   | 2019      |

## Spis serii
| Seria       | Seria | Sezon                | Odcinki  | Premiera serii       | Finał serii    | Pora emisji      | Średnia oglądalność | Stacja/platforma |
| ----------- | ----- | -------------------- | -------- | -------------------- | -------------- | ---------------- | ------------------- | ---------------- |
|             | 1.    | jesień 2018          | 1–7 (7)  | 21 października 2018 | 2 grudnia 2018 | niedziela, 21:30 | 1 589 231           | TVN              |
|             | 2.    | lato 2019            | 8–14 (7) | 17 czerwca 2019      | 29 lipca 2019  | poniedziałek     | nd.                 | Player           |
| jesień 2019 | 2.    | 22 października 2019 | 8–14 (7) | 3 grudnia 2019       | wtorek, 21:30  | 992 689          | TVN                 |                  |

## Produkcja
Początkowo, w główną rolę Marty Gajewskiej miała wcielać się Alicja Bachleda-Curuś, jednakże z powodów osobistych aktorka zrezygnowała z pracy przy produkcji, a w roli zastąpiła ją Magdalena Boczarska.
Zdjęcia do pierwszego sezonu serialu odbywały się od lipca do października 2018 w Płocku i Warszawie. Zaś do sezonu drugiego, zdjęcia kręcono od stycznia do marca 2019.